# Cleveland Rams 1937
La stagione 1937 dei Cleveland Rams è stata la prima della franchigia nella National Football League, la seconda complessiva. Nella nuova lega la squadra vinse una sola partita su undici.

## Scelte nel Draft 1937
| Scelte dei Rams nel Draft 1937 |        |                 |       |                 |
| Giro                           | Scelta | Giocatore       | Ruolo | College         |
| 1                              | 10     | Johnny Drake    | B     | Purdue          |
| 2                              | 20     | Julie Alfonse   | WB    | Minnesota       |
| 3                              | 30     | Bobby LaRue     | B     | Pittsburgh      |
| 4                              | 40     | John Wiatrak    | C     | Washington      |
| 5                              | 50     | Inwood Smith    | G     | Ohio St.        |
| 6                              | 60     | Chris Dal Sasso | T     | Indiana         |
| 7                              | 70     | Norm Schoen     | B     | Baldwin-Wallace |
| 8                              | 80     | Herm Schmarr    | DE    | Catholic        |
| 9                              | 90     | Ray Johnson     | DB    | Denver          |
| 10                             | 100    | Solon Holt      | G     | TCU             |

## Calendario
| Stagione regolare |                        |           |
| Turno             | Avversario             | Risultato |
| 1                 | Detroit Lions          | S 28–0    |
| 2                 | at Philadelphia Eagles | V 21–3    |
| 3                 | at Brooklyn Dodgers    | S 9–7     |
| 4                 | Chicago Cardinals      | S 6–0     |
| 5                 | Chicago Bears          | S 20–2    |
| 6                 | Green Bay Packers      | S 35–10   |
| 7                 | at Green Bay Packers   | S 35–7    |
| 8                 | at Chicago Cardinals   | S 13–7    |
| 9                 | at Detroit Lions       | S 27–7    |
| 10                | Washington Redskins    | S 16–7    |
| 11                | at Chicago Bears       | S 15–7    |

## Classifiche
| NFL Western Division |   |    |   |      |     |     |     |     |
|                      | V | S  | P | %    | DIV | PF  | PS  | STR |
| Chicago Bears        | 9 | 1  | 1 | .900 | 7–1 | 201 | 100 | W4  |
| Green Bay Packers    | 7 | 4  | 0 | .636 | 6–2 | 220 | 122 | L2  |
| Detroit Lions        | 7 | 4  | 0 | .636 | 4–4 | 180 | 105 | L1  |
| Chicago Cardinals    | 5 | 5  | 1 | .500 | 3–5 | 135 | 165 | L2  |
| Cleveland Rams       | 1 | 10 | 0 | .091 | 0–8 | 75  | 207 | L9  |

Nota: I pareggi non venivano conteggiati ai fini della classifica fino al 1972.